# 格雷 (路易斯安那州)
格雷（英語：Gray）是位於美國路易斯安那州泰勒博恩堂區的一個普查規定居民點。

## 人口
根據2020年美國人口普查的數據，格雷的面積為29.73平方千米，當中陸地面積為29.73平方千米，而水域面積為0.00平方千米。當地共有人口5518人，而人口密度為每平方千米185.6人。